# Karen Maud Rasmussen
Karen Maud Rasmussen (* 27. Juni 1906 in Kopenhagen; † 5. September 1994 ebenda) war eine dänische Schwimmerin.

## Karriere
Rasmussen nahm an den Olympischen Spielen 1924 in Paris teil. Hier scheiterte sie im Wettbewerb über 100 m Freistil als Fünfte ihres Vorlaufs an der Halbfinalqualifikation. Mit der dänischen Staffel über 4 × 100 m Freistil erreichte sie den vierten Rang.
Auf nationaler Ebene konnte sie zwei Meistertitel erringen – 1923 über 100 m Freistil und 1925 über 200 m Brust.